# 勒克鲁瓦西克站
勒克鲁瓦西克站是法国的一个铁路车站，位于法国西部海滨城市勒克鲁瓦西克（法語：Le Croisic）。

## 位置
勒克鲁瓦西克站位于勒克鲁瓦西克市区的东南部，是一个尽头式车站，列车只能从车站的东南侧进出。站房则位于铁路线的西南侧。

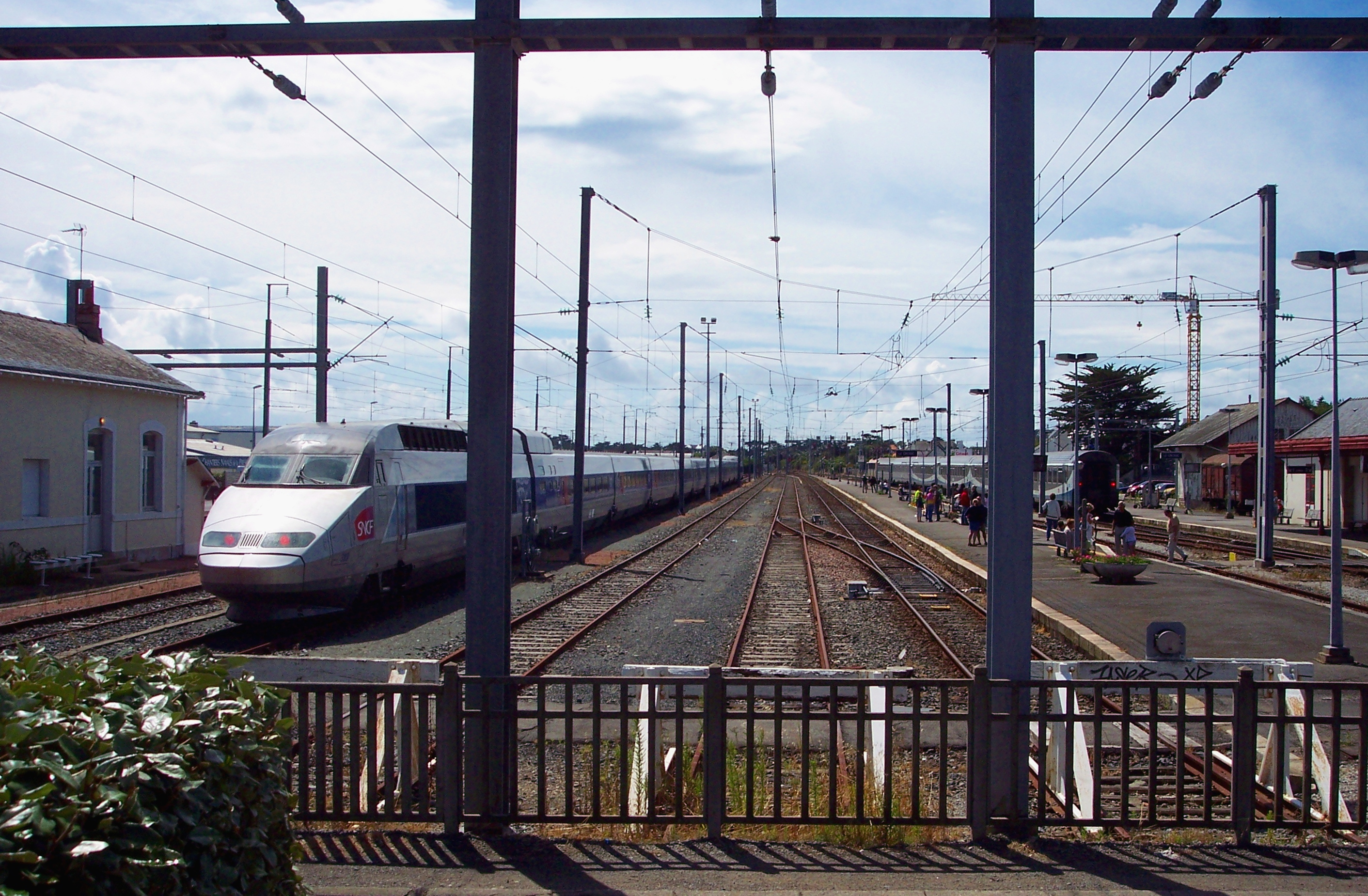
勒克鲁瓦西克站（2007年）

## 停靠线路
以下列车线路在勒克鲁瓦西克站停靠：
| 勒克鲁瓦西克站列车线路表 |                    |                                     |          |                 |
| 线路                     | 车种               | 上一站                              | 下一站   | 大致运行频率    |
| 巴黎—勒克鲁瓦西克        | TGV                | 拉博勒-埃斯库里克/勒普利冈          | （终点） | 每天2~4趟       |
| 奥尔良—勒克鲁瓦西克      | TER 200 INTERLOIRE | 滨海巴茨                            | （终点） | 每天2趟左右     |
| 南特—勒克鲁瓦西克        | 法国大区列车       | 拉博勒-埃斯库里克/勒普利冈/滨海巴茨 | （终点） | 每天6趟左右     |
| 图尔→勒克鲁瓦西克        | 法国大区列车       | 滨海巴茨                            | （终点） | 每天1趟（单向） |
| 1. 2. 3.                 |                    |                                     |          |                 |

## 配套交通

### 长途客车
| 停靠勒克鲁瓦西克的大巴车 |                             |                                                                        |
| 上下车地点               | 运营单位                    | 主要目的地                                                             |
| 勒克鲁瓦西克站门口       | 大西洋卢瓦尔省城际客运 Lila | 盖朗德、勒普利冈                                                       |
| 勒克鲁瓦西克站门口       | SNCF                        | （当某条铁路线施工或罢工时，SNCF可能会提供途径该线路沿途站点的大巴车） |
| 1. 2. 3.                 |                             |                                                                        |

### 市内交通
| 勒克鲁瓦西克站附近的市内公共交通线路 |                    |          |
| 公交车站名称                         | 位置               | 停靠线路 |
| Gare SNCF                            | 勒克鲁瓦西克站门口 | 30路     |
| 1.                                   |                    |          |

### 社会车辆
勒克鲁瓦西克站门口设有露天停车场。

## 临近车站
| 勒克鲁瓦西克站（Gare du Croisic） |                            |          |
| 上行车站                          | 线路                       | 下行车站 |
| 滨海巴茨站                        | 圣纳泽尔－勒克鲁瓦西克铁路 | （终点） |
| - 本表仅显示运营中的线路及车站    |                            |          |